# Senza infamia e senza lode
Senza infamia e senza lode è un modo di dire italiano, usato per indicare qualcosa di mediocre, che pur non avendo palesi difetti non presenta però neanche particolari qualità.

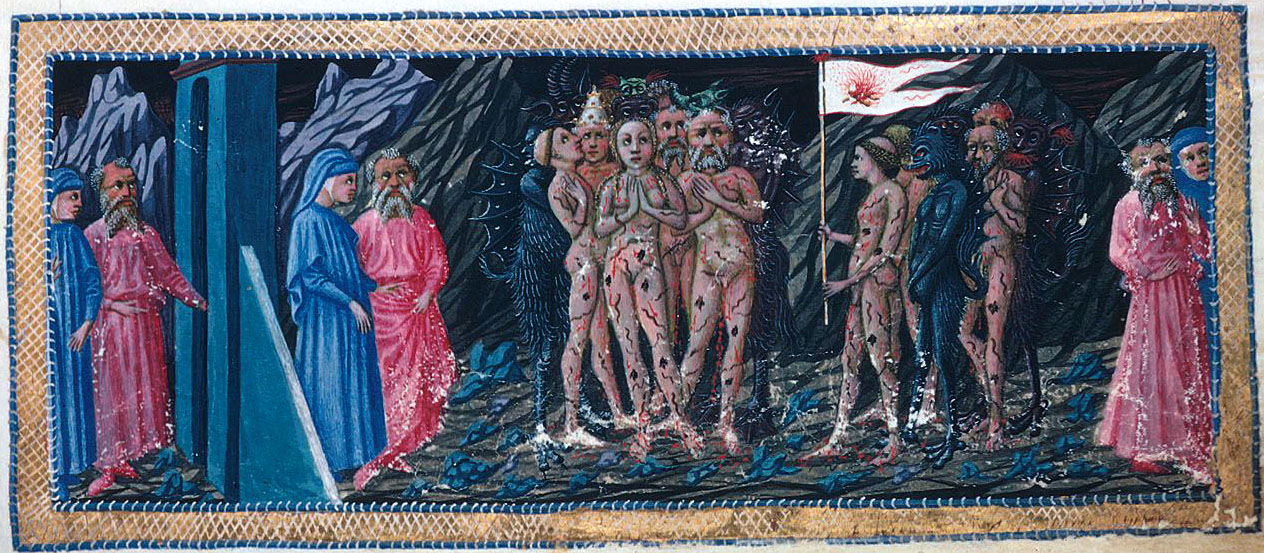
L'illustrazione della prima parte del Canto III dove sono puniti gli ignavi, Priamo della Quercia (XV secolo)

Questa espressione che è entrata nel linguaggio corrente ha una genesi dotta, essendo filtrata dalla Commedia di Dante Alighieri.
Nel Canto III dell'Inferno egli sta descrivendo la massa dei cosiddetti "ignavi" (parola che non appartiene al linguaggio del poeta, ma che è frutto della critica successiva), cioè di coloro che rifiutarono di schierarsi in favore qualsiasi causa per vigliaccheria o per semplice indifferenza o amore del quieto vivere.
Dante allora li definisce come:
(Inf. III 35-36)
All'epoca il significato di queste parole era più duro di quello odierno. Dante disprezza infatti coloro che sono stati neutrali per vigliaccheria o anche per semplice indifferenza, avendo invece egli vissuto sulla propria pelle le conseguenze delle proprie idee politiche (si pensi solo al suo esilio). Giudicandoli "sciaurati che mai non fûr vivi", egli li colloca nell'Antinferno, non ritenendoli degni nemmeno di stare tra i dannati. Di essi nel mondo non rimane traccia ("Fama di loro il mondo esser non lassa") e anche Dio li ignora ("misericordia e giustizia li sdegna"): non vale neanche la pena stare a parlare di loro (non ragioniam di lor, ma guarda e passa).